# Voyage au bout de la nuit
Pour les articles homonymes, voir Voyage au bout de la nuit (homonymie).
Voyage au bout de la nuit est le premier roman de Louis-Ferdinand Céline, publié le 15 octobre 1932. Avec ce livre événement, l'auteur obtient le prix Renaudot, manquant de deux voix le prix Goncourt. C'est un classique du XXe siècle, traduit en 37 langues.
Le titre dérive d'un couplet de chanson placé en épigraphe du roman :

« Notre vie est un voyage
Dans l'Hiver et dans la Nuit
Nous cherchons notre passage
Dans le Ciel où rien ne luit »

Dès sa parution, le roman fait sensation, en particulier pour son style, imité de la langue parlée et teinté d'argot, qui a largement influencé la littérature française contemporaine.
Il raconte à la première personne les tribulations de Ferdinand Bardamu, double littéraire de l'auteur. Le récit met en relief l'absurdité du monde et sa pourriture, tels que Louis-Ferdinand Céline les a vécus par sa participation à la Première Guerre mondiale en 1914 et son expérience dans les colonies. Il qualifie la guerre d'« abattoir international en folie » et expose ce qui est pour lui la seule façon raisonnable de résister à une telle folie : la lâcheté. Il est hostile à toute forme d'héroïsme, celui-là même qui va de pair avec la violence et la guerre.
Néanmoins, Voyage au bout de la nuit constitue bien plus qu'une simple critique de la guerre. C'est à l'égard de l'humanité entière que le narrateur exprime sa perplexité et son mépris : braves ou lâches, colonisateurs ou colonisés, Blancs ou Noirs, Américains ou Européens, pauvres ou riches, Céline n'épargne personne, mais sans animosité car rien ne semble avoir d'importance face au caractère dérisoire du monde où tout se termine de la même façon. Certains[Qui ?] y ont vu une réflexion nihiliste.

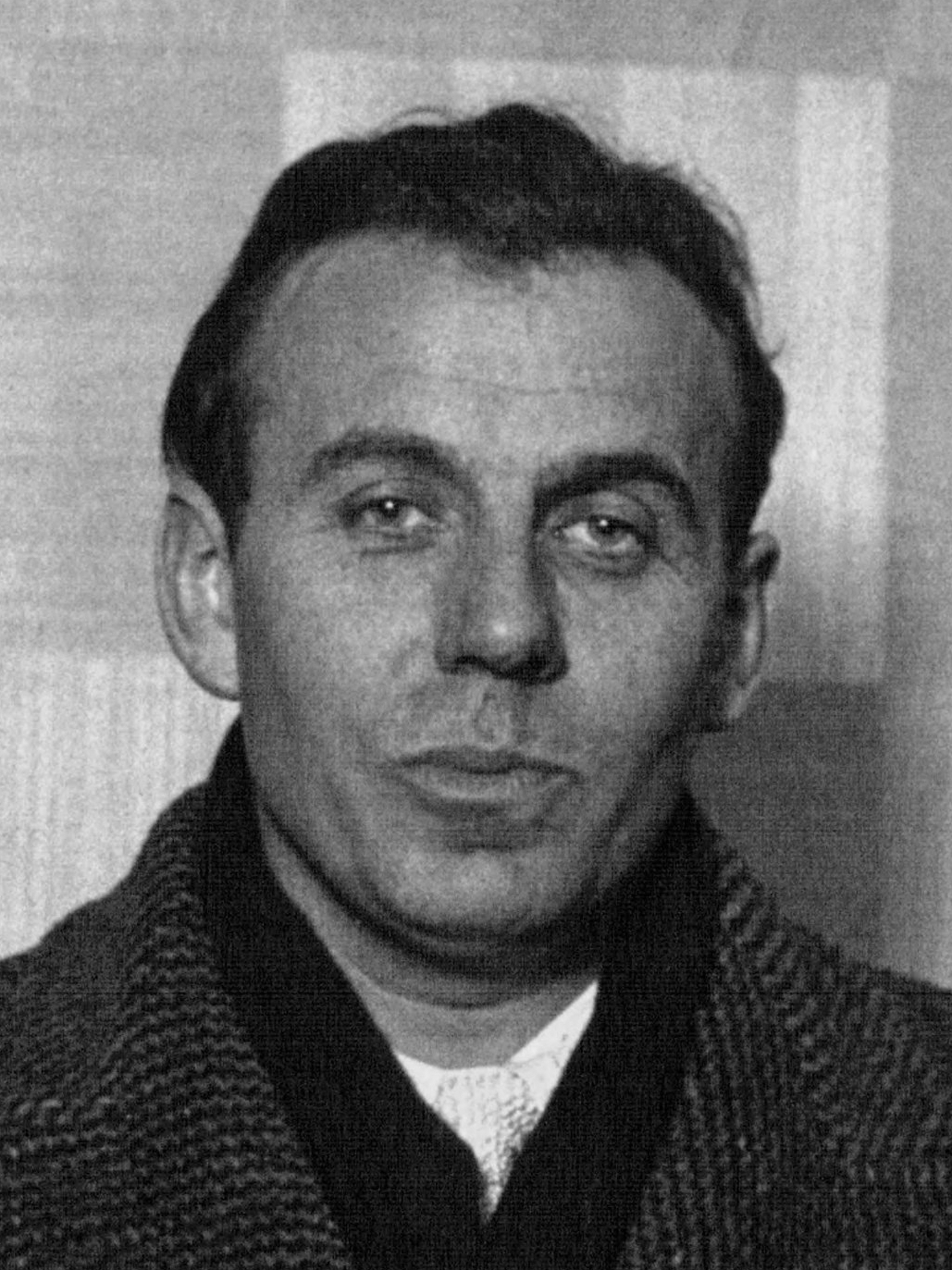
Louis Ferdinand Destouches, en littérature Louis-Ferdinand Céline, en 1932, au moment de la parution du Voyage au bout de la nuit.

## Genèse
Voyage au bout de la nuit est écrit entre 1929 et 1932. Céline a souvent évoqué, comme déclencheur de sa rédaction, la publication, fin novembre 1929, d'Hôtel du Nord, d'Eugène Dabit, mais d'autres livres parus en 1929 (À l'ouest rien de nouveau, d'Erich Maria Remarque, Témoins de Jean Norton Cru) pourraient l'avoir décidé à se lancer dans l'écriture.
Le docteur Destouches, qui a quitté en 1927 le confort de son poste d'enquêteur-conférencier à la Société des Nations, enchaîne alors — après un échec d'installation en clientèle — les gardes de nuit et les vacations en dispensaire et en laboratoire, consacrant à l'écriture ses rares moments de liberté. Au jour le jour, il côtoie, à Clichy, la misère sociale d'une banlieue ouvrière et son cortège de maladies. Il s'en échappe auprès de sa maîtresse Elizabeth Craig (à qui le Voyage est dédié), ou en rejoignant un groupe d'amis qui se réunit à bord de la péniche du peintre Henri Mahé.
Alors qu'il n'a que 35 ans, il peut s'appuyer, pour alimenter son récit, sur un vécu particulièrement riche : l'enfance passage Choiseul, deux années et demi à l'étranger (Angleterre et Allemagne), le commerce, la débrouille, la guerre, la blessure, Londres et ses bas-fonds, l'Afrique, les études de médecine en province, le mariage, Genève et la SDN, les tournées de conférences sur l'hygiène et la prévention, notamment aux États-Unis, la pratique de la médecine.
S'il est alors inconnu en littérature, Céline ne part pas non plus d'une page blanche. Il écrit depuis longtemps et sa thèse (La Vie et l'Œuvre de Philippe Ignace Semmelweis) constitue déjà un exercice littéraire. Il en a d'ailleurs tiré une pièce de théâtre (Semmelweis). L'épopée même de Ferdinand Bardamu, le héros du Voyage, reprend certains éléments d'une autre pièce, L'Église, que Céline a en vain proposée, en 1927, aux éditeurs et aux directeurs de théâtres. On en retrouve plusieurs actes (Afrique, Amérique, Paris) dans le Voyage. Non-conformiste, marginal, anarchiste, nihiliste, le Bardamu de L'Église est d'ailleurs un prototype déjà très abouti du Bardamu du Voyage. Céline reprend également, pour un chapitre de ce dernier, la trame d'une nouvelle (Des Vagues) écrite en 1917 à bord du Tarquah, le navire qui l'a emmené en Afrique. Ce « premier jet », moyennant le passage du théâtre au roman et un remaniement important des situations et des personnages provoqué par  l'insertion décisive des chapitres sur la guerre, constitue cependant un socle décisif pour la rédaction du Voyage.
Du point de vue des influences intellectuelles qui ont entouré la rédaction du Voyage, Céline reconnaît l'importance de Sigmund Freud et, dans sa construction littéraire, de quatre auteurs avec lesquels il partage l'expérience de la guerre et/ou un intérêt pour le style : Henri Barbusse, pour Le Feu ; Eugène Dabit, pour L'Hôtel du nord et Petit-Louis ; Paul Morand, pour Ouvert la nuit et New-York, et enfin Charles Ferdinand Ramuz pour le style parlé. Cette reconnaissance explicite n'exclut d'ailleurs pas d'autres influences : le Gide du Voyage au Congo ou du Retour du Tchad ; les Scènes de la vie future de Georges Duhamel, tous ces auteurs ayant en commun d'avoir à la fois traité de sujets proches de ceux qui préoccupent Céline, d'avoir frappé l'opinion et/ou d'avoir renouvelé, d'une manière ou d'une autre, la littérature.
Enfin, ce premier roman est comme imprégné d'un contexte économique et social particulièrement critique, la France accusant alors le coup de la crise de 1929 tandis que le réarmement, les tensions géopolitiques et la montée du nazisme laissent présager aux plus clairvoyants l'approche d'une nouvelle guerre.
La rédaction du texte s'effectue en deux temps : un premier tapuscrit, corrigé et complété par une avalanche de notes manuscrites qui tendent à dilater le texte (contrairement aux déclarations de Céline expliquant qu'il a surtout procédé à des coupes).
À la mi-avril 1932, le docteur Destouches, alors inconnu dans le milieu littéraire et qui a adopté le pseudonyme de Louis-Ferdinand Céline, propose donc son texte à plusieurs éditeurs, promettant le Goncourt à qui le publiera. Chez Gallimard, où il est pourtant soutenu au comité de lecture par André Malraux et par Emmanuel Berl, son manuscrit n'est pas retenu en l'état. Denoël (le premier éditeur de Dabit) profite de cette tiédeur pour accepter avec enthousiasme de publier le Voyage. Céline se montre d'emblée intraitable sur le texte, et en particulier sur la ponctuation. Il donne aussi à Denoël ses directives concernant la couverture, ses couleurs et sa typographie. Après la correction de plusieurs jeux d'épreuves(au moins deux, peut-être trois), le livre est finalement imprimé et mis en vente le 20 octobre. Avec en tête le Prix Goncourt, Denoël fait tout ce qui est en son pouvoir pour en assurer le succès. Céline s'implique également dans la promotion de son ouvrage, multipliant les dédicaces et les visites.

## Résumé

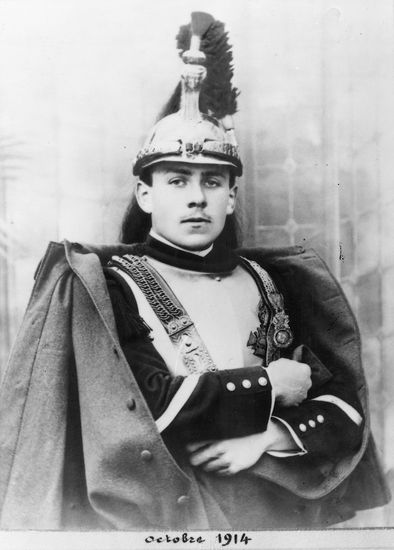
Le cuirassier Destouches en 1914.

Le roman, écrit à la première personne, suit le narrateur, Ferdinand Bardamu, idéaliste et rebelle, engagé volontaire dans la Grande guerre. Il y découvre avec épouvante les horreurs du front et finit, blessé, par échapper à la boucherie. Hospitalisé, choyé, médaillé, il découvre alors le monde de « l’arrière », son hypocrisie et ses plaisirs, y compris les amourettes sans lendemain.
Réformé, Bardamu part pour l’Afrique, où il tient un poste de brousse pour une entreprise coloniale. Tombé malade, en proie au délire de la fièvre, il s’enfuit et débarque à New-York en clandestin, au terme d'un voyage fantasmagorique. Il y vit dans l’exclusion et la pauvreté, puis quitte la ville pour travailler à Detroit, dans l’enfer des usines Ford. Malgré sa rencontre avec Molly, une prostituée généreuse et sincère, la curiosité maladive de Bardamu l’incite à l’abandonner pour regagner la France et y reprendre des études de médecine.
Devenu médecin, il exerce dans une banlieue misérable et y découvre les aspects les plus sordides de la condition humaine.
Ayant abandonné son cabinet médical, Bardamu est engagé comme médecin dans un asile psychiatrique dont le directeur, devenu fou, lui abandonne la charge de l’établissement.
A chaque nouvelle étape de son odyssée, depuis le front de la guerre jusqu’à l’asile en passant par l’Afrique, l’Amérique et la banlieue de Paris, Bardamu n’en finit pas de croiser et de recroiser le chemin de Robinson, un personnage comme lui à la dérive, auquel le lie une amitié de plus en plus malsaine. Celle-ci attire, à intervalles réguliers, Bardamu dans une série d’aventures criminelles et sordides qui concluent le roman par la mort violente de ce double du héros.

## Style
Souvent plus que les thèmes abordés, le style du livre choque et suscite de nombreuses polémiques à sa parution. Non seulement l'auteur utilise à l'écrit le langage dit « oralisant » et l'argot — dont il transforme la syntaxe et la ponctuation — mais il ne cantonne pas leur emploi aux dialogues, comme cela était jusqu'alors le cas dans les ouvrages « réalistes » ou « naturalistes ». De ce fait, la langue académique des dictionnaires, que Céline considère comme une « langue morte depuis Voltaire, cadavre, dead as a door nail », n'apparaît plus dans le texte qu'à l'état résiduel.

« – Pourquoi avez-vous écrit le Voyage au bout de la nuit dans une langue si volontairement faubourienne ?
– Volontairement ! Vous aussi ? C’est faux, j’ai écrit comme je parle. Cette langue est mon instrument. Vous n’empêcheriez pas un grand musicien de jouer du cornet à piston. Eh bien ! je joue du cornet à piston. Et puis je suis du peuple, du vrai. J’ai fait toutes mes études secondaires, et les deux premières années de mes études supérieures en étant livreur chez un épicier. Les mots sont morts, dix sur douze sont inertes. Avec ça, on fait plus mort que la mort. »

— Louis-Ferdinand Céline. Entretien avec Pierre-Jean Launay.
Selon Céline, ce style inimitable lui est révélé, comme dans un délire, dès la première ligne du manuscrit. Le premier jet consiste à trouver le fil, le second s'ingénie à le retrouver pour développer une idée ou un épisode, et embarquer le texte et le lecteur dans un « métro émotif » :

« La première page, la première phrase… Ça y était, je n'avais plus qu'à me laisser glisser jusqu'au bout. […] Le mouvement était pris. Quant au ton, je ne savais pas, je ne me rendais pas compte, malgré mes analyses et mes réflexions sur les livres d'autrui. Simplement, il me semblait que c'était mieux comme ça. […] Je ne l'ai pas fait exprès ; je m'efforçais seulement d'exprimer les êtres et les faits aussi naturellement que possible. Le sentiment pur… C'est-à-dire presque toujours le sentiment abominable, le sentiment défendu… Les choses qu'on éprouvait et qu'on ne pouvait pas avouer… Il y avait des interdictions, une enceinte réservée. Cette enceinte, je l'ai franchie sans le savoir, en courant après le ton vrai le mouvement vrai, sous leur forme la plus expressive. »

— Louis-Ferdinand Céline. Entretien avec Robert Poulet.
L'étude du manuscrit et le témoignage des personnes ayant participé à sa publication confirment, que l'aspect relâché du texte n'est qu'une façade. Le langage parlé et l'argot côtoient, parfois dans une même phrase, le plus-que-parfait du subjonctif et un lexique soutenu, dans une langue extrêmement précise qui use également de figures de styles sophistiquées (dislocations, thématisations, etc.). Comme il transpose des expériences vécues dans sa production romanesque, Céline transpose le langage parlé et l'argot dans un style totalement neuf.

« J'ai inventé une langue antibourgeoise qui rentrait aussi dans mon dessein. Et aussi parce qu'il y a des sentiments que je n'aurais pas trouvé sans elle. »

— Louis-Ferdinand Céline

## Les thèmes

### La vision du monde deVoyage au bout de la nuit
Quelques adjectifs peuvent qualifier le roman :
- antinationaliste/antipatriotique : le patriotisme (ou le nationalisme) est, selon Céline, l'une des nombreuses fausses valeurs dans lesquelles l'homme s'égare. Cette notion est visible notamment dans la partie consacrée à la Première Guerre mondiale, au front, puis à l'arrière, où Céline s'est fait hospitaliser ;
- anticolonialiste : clairement visible lors du voyage de Bardamu en Afrique, c'est le deuxième aspect idéologique important de l'œuvre. Il qualifie ainsi le colonialisme de « mal de la même sorte que la Guerre » et en condamne le principe et l'exploitation des colons occidentaux, dont il brosse un portrait très peu flatteur et caricatural ;
- anticapitaliste : sa critique du capitalisme transparaît nettement dans la partie consacrée aux États-Unis, lors du voyage à New York, puis à Détroit, principalement au siège des usines automobiles Ford. Il condamne le taylorisme, système qui « broie les individus, les réduit à la misère, et nie même leur humanité », en reprenant sur ce point quelques éléments de Scènes de la vie future (1930) de George Duhamel, qu'il a lu au moment de l'écriture du Voyage[15]. Le regard qu'il porte sur le capitalisme est étroitement lié à celui qu'il accorde au colonialisme ;
- anarchiste : à plusieurs reprises, l'absurdité d'un système hiérarchique est mise en évidence. Sur le front durant la guerre, aux colonies, à l'asile psychiatrique... l'obéissance est décrite comme une forme de refus de vivre, d'assumer les risques de la vie. Lorsque Céline défend son envie de déserter face à l'humanité entière, résolument décidée à approuver la boucherie collective, il affirme la primauté de son choix et de sa lâcheté assumée devant toute autorité, même morale. Cette vision teintée de désespérance se rapproche de la pensée nihiliste.

Le roman se distingue également par son refus total de l'idéalisme : l'idéal et les sentiments, « ça n'est que du mensonge[réf. nécessaire] » ou bien « Comme la vie n'est qu'un délire tout bouffi de mensonges [...] La vérité c'est pas mangeable. » La question de Bardamu et, par là même, celle de Céline, est de découvrir ce qu'il appelle la vérité. Une vérité biologique, physiologique, qui affirme que tous les hommes sont mortels et que l'avenir les conduit vers la décomposition — l'homme n'étant considéré que comme de la « pourriture en suspens ». C'est pourquoi l'œuvre peut apparaître comme totalement désespérée.

« Quant aux malades, aux clients, je n'avais point d'illusion sur leur compte. Ils ne seraient dans un autre quartier ni moins rapaces, ni moins bouchés, ni moins lâches que ceux d'ici. Le même pinard, le même cinéma, les mêmes ragots sportifs, la même soumission enthousiaste aux besoins naturels, de la gueule et du cul, en referaient là-bas comme ici la même horde lourde, bouseuse, titubante d'un bobard à l'autre, hâblarde toujours, trafiqueuse, malveillante, agressive entre deux paniques. »

— Louis-Ferdinand Céline, Voyage au bout de la nuit

### Thèmes abordés
Le roman aborde plusieurs thèmes :
- l'errance : au cœur de ce roman initiatique. Il s'agit d'une errance à la fois physique et psychique. Par bien des aspects, le roman se rattache à la veine picaresque : un pauvre bougre est entraîné, malgré lui, dans des aventures qui le font mûrir en lui ôtant toute illusion (« On est puceau de l’Horreur comme on l’est de la volupté[16]. »). La passivité du personnage est flagrante : il subit les événements sans vraiment y contribuer. Dès l'ouverture, le ton est donné : « Moi, j'avais jamais rien dit. Rien. C'est Arthur Ganate qui m'a fait parler[16]. ». Engagé volontaire pour braver son ami, le héros va faire l'expérience de la guerre, de l'horreur et surtout du grotesque de l'existence. « Je ne me réjouis que dans le grotesque aux confins de la mort » (lettre à Léon Daudet). Le nom même du personnage exprime cette idée : Bardamu, littéralement mû par son barda, c'est-à-dire en errance perpétuelle et involontaire ;
- la ville : omniprésente dans le roman. Que ce soit Paris, New York, Détroit, l'inventé « La Garenne-Rancy » ou Toulouse, la ville est l'élément central du décor. On peut rattacher le roman de Céline à ceux, contemporains, de Dos Passos (Manhattan Transfer) ou de Döblin (Berlin Alexanderplatz) ;
- la pourriture : l'individu y est inéluctablement voué, qu'il s'agisse d'un pourrissement naturel (la mort naturelle ou du fait d'une maladie) ou provoqué par un événement (la guerre, le meurtre). Outre le passage consacré à la guerre, à l'Afrique, à l'Amérique, la deuxième partie de l'ouvrage, presque entièrement consacrée à l'expérience médicale du narrateur dans des milieux misérables, fait ressortir les aspects de décomposition et de pourrissement de l'individu qui doit affronter les maladies, sa propre dégénérescence, des odeurs méphitiques, la putréfaction... ;
- la lâcheté : l'individu est lâche par essence. S'il ne l'est pas, il ne peut échapper aux multiples menaces guerrières, ouvrières et sociétales. Céline développe donc une vision particulièrement nihiliste de la société humaine. La lâcheté permet à Bardamu de s'assumer comme déserteur dans l'épisode de la guerre, de fuir ses responsabilités aux colonies, de quitter son emploi chez Ford, de réclamer de l'argent à ses connaissances établies aux États-Unis, de fermer les yeux sur de multiples avortements (voire de les pratiquer), de feindre d'ignorer la tentative de meurtre de la grand-mère. Cependant il n'est pas lâche au point de mettre un terme à sa vie et à toute cette mascarade, ni de ne pas dire leurs quatre vérités, de manière très directe et avec beaucoup de délectation, à des personnes en plein désarroi.

« - Oh ! Vous êtes donc tout à fait lâche Ferdinand ! Vous êtes répugnant comme un rat…
- Oui tout à fait lâche, Lola, je refuse la guerre et tous les hommes qu’elle contient, je ne veux plus
rien avoir à faire avec eux, avec elle. Seraient-ils neuf cent millions et moi tout seul, c’est eux qui
ont tort Lola, et c’est moi qui ai raison, parce que je suis le seul à savoir ce que je veux : je ne
veux plus mourir.
- Mais c’est impossible de refuser la guerre, Ferdinand ! Il n’y a que les fous et les lâches qui
refusent la guerre quand leur Patrie est en danger…
- Alors vivent les fous et les lâches ! »
— Louis-Ferdinand Céline, Voyage au bout de la nuit

## Réception de l'ouvrage

### À sa parution
Peu après sa sortie, l'affaire du Goncourt, que Céline manque de peu et dans des conditions suspectes, contribue à mettre en lumière le Voyage, depuis la bataille rangée entre partisans (dont Léon Daudet) et détracteurs de l'ouvrage, jusqu'aux accusations de vénalité à l'encontre du jury, qui finiront devant les tribunaux. Le scandale éclate le 7 décembre 1932 avec l'attribution du prix aux Loups, de Guy Mazeline, au premier tour de scrutin par six voix, contre les trois voix de Lucien Descaves, Jean Ajalbert et Léon Daudet, qui défendent Céline avec acharnement,.
Paul Léautaud raconte la scène dans son Journal, qui restitue l'écho de l'affaire dans le milieu littéraire de l'époque :
« Jeudi 8 décembre. — Hier, attribution du Prix Goncourt. Descaves est parti une nouvelle fois en faisant claquer les portes. Il raconte, dans les interviews parues ce matin dans les journaux, qu'à la réunion préparatoire, la semaine dernière, l'attribution du Prix avait été décidée à M. Céline, auteur d'Un voyage au bout de la nuit [sic]. C'était si bien arrêté qu'on aurait pu donner le prix ce jour-là. Quand il est arrivé hier matin, il a trouvé tout changé et par suite d'il ne sait quelles combinaisons élaborées en dehors de lui, le prix décidé pour M. Mazeline, auteur des Loups. Il ne remettra plus les pieds à l'Académie [Goncourt] et reprendra son procédé de voter par correspondance. [...] J'ai reçu son livre [le Voyage] à sa publication, avec un envoi, ce qui me donne à penser qu'il me connaît comme écrivain. [...] Je l'ai regardé un peu ce soir, sur ce que m'en disait Auriant, qui en parle comme d'un livre remarquable. Il paraît que Léon Daudet en a dit grand bien. Céline était son candidat. [...] Dans Paris-Midi d'hier, une longue interview de lui [Céline]. »
Céline, qui visait le Goncourt et n'a rien épargné pour pousser son livre, dénonce les « crassouilleries » des « m'as-tu-lu » du jury. Il obtient malgré tout le Renaudot et un immense succès de librairie,. Il enchaîne les interviews. Recevant les journalistes, en blouse blanche, dans le dispensaire où il exerce, il brouille les pistes et commence à broder sa légende de fils du peuple.

« Ce n'est pas de la littérature. [...] C'est de la vie, la vie telle qu'elle se présente. La misère humaine me bouleverse, qu'elle soit physique ou morale. Elle a toujours existé, d'accord ; mais dans le temps on l'offrait à un dieu, n'importe lequel. Aujourd'hui, dans le monde, il y a des millions de miséreux, et leur détresse ne va plus nulle part. Notre époque, d'ailleurs, est une époque de misère sans art, c'est pitoyable. L'homme est nu, dépouillé de tout, même de sa foi en lui. C'est ça, mon livre. »

D'octobre 1932 jusqu'en mars 1933, le succès commercial, qui alimente sur le mode polémique une foule de notes de lectures, de critiques et d'articles de presse, maintient le Voyage au centre de l'actualité.
Du point de vue critique, il ne fait l'unanimité que dans les milieux anarchistes, anticolonialistes et antimilitaristes, qui voient en Céline le type même du « réfractaire ». Partout ailleurs, que ce soit à gauche, à droite ou chez les catholiques, les intentions de l'auteur, le style de l'ouvrage et la vision du monde qu'il véhicule divisent profondément. Nombre de journaux (Le Figaro, Candide, La Dépêche de Toulouse, Le Crapouillot), en arrivent à publier tour à tour des articles favorables et des critiques acerbes. Une partie de la gauche croît y reconnaître une condamnation sans appel du capitalisme et de la classe dominante, tandis qu'une autre partie, y voyant « plus de pessimisme que de révolte », s'inquiète du nihilisme radical d'une « philosophie de l'abdication, de désolation sans issue ». Prenant en compte le fond et la forme, certains catholiques trouvent le Voyage « admirable et immonde », d'autre répudient un livre qui « entre l'ange et la bête, opte pour la charogne ».
Finalement, la majorité des critiques, malgré des réserves, reconnaissent au roman un caractère exceptionnel. « Cet énorme roman est une œuvre considérable, d'une force et d'une ampleur à laquelle ne nous habituent pas les nains si bien frisés de la littérature bourgeoise ».
Dès la parution de l'ouvrage, Céline est immédiatement reconnu par les écrivains contemporains comme un des leurs : Léon Daudet et Lucien Descaves, qui l'ont défendu au jury du Goncourt, mais aussi André Malraux, Jehan Rictus, Élie Faure, René Schwob, Georges Bernanos, François Mauriac, André Chamson, Marcel Arland, Eugène Dabit, Jean-Paul Sartre, Simone de Beauvoir, Claude Lévi-Strauss, Georges Bataille, Louis Aragon et Elsa Triolet, qui le traduisent en russe, Raymond Queneau et Henry Miller.

### Avec le recul
Au XXIe siècle, la force, l'impact et le succès de ce roman ne se démentent pas, mais le Voyage au bout de la nuit a été, depuis sa publication en 1932, replacé dans le cadre de la production postérieure de Céline. Lors de sa publication, le Voyage avait été, malgré ses ambiguïtés, classé par la majorité des critiques comme un ouvrage de gauche. A posteriori, on y retrouve les prémisses d'une idéologie diamétralement opposée, ce qu'aurait pu faire deviner le soutien inconditionnel que lui apportait Léon Daudet.
En 1999, selon un vote de 6 000 Français, Voyage au bout de la nuit se classait à la 6e place des 100 meilleurs livres du XXe siècle.
En 2002, le Cercle norvégien du livre l'a classé dans sa liste des 100 meilleurs livres de tous les temps.
En 2003, le critique britannique le met à la 51e place des « 100 plus grands romans de tous les temps ».
Le titre du livre a été adopté par une émission de Direct 8 consacrée à la littérature.

## Sources de Céline
Même s'il a une allure autobiographique (rendue apparente par l'utilisation récurrente du « je »), le Voyage n'est ni un témoignage ni un documentaire, mais bel et bien un roman. D'où la célèbre formule de Céline : « Transposer, ou c'est la Mort ». L'auteur s'appuie cependant sur son expérience (de la guerre, de l'Afrique, des États-Unis, d'hygiéniste à la SDN, de médecin de banlieue, etc.). Comme il l'expliquera ensuite : « Je m'arrange avec mes souvenirs en trichant comme il faut »[réf. souhaitée].

### Influence de l'expérience médicale de Céline dans le roman

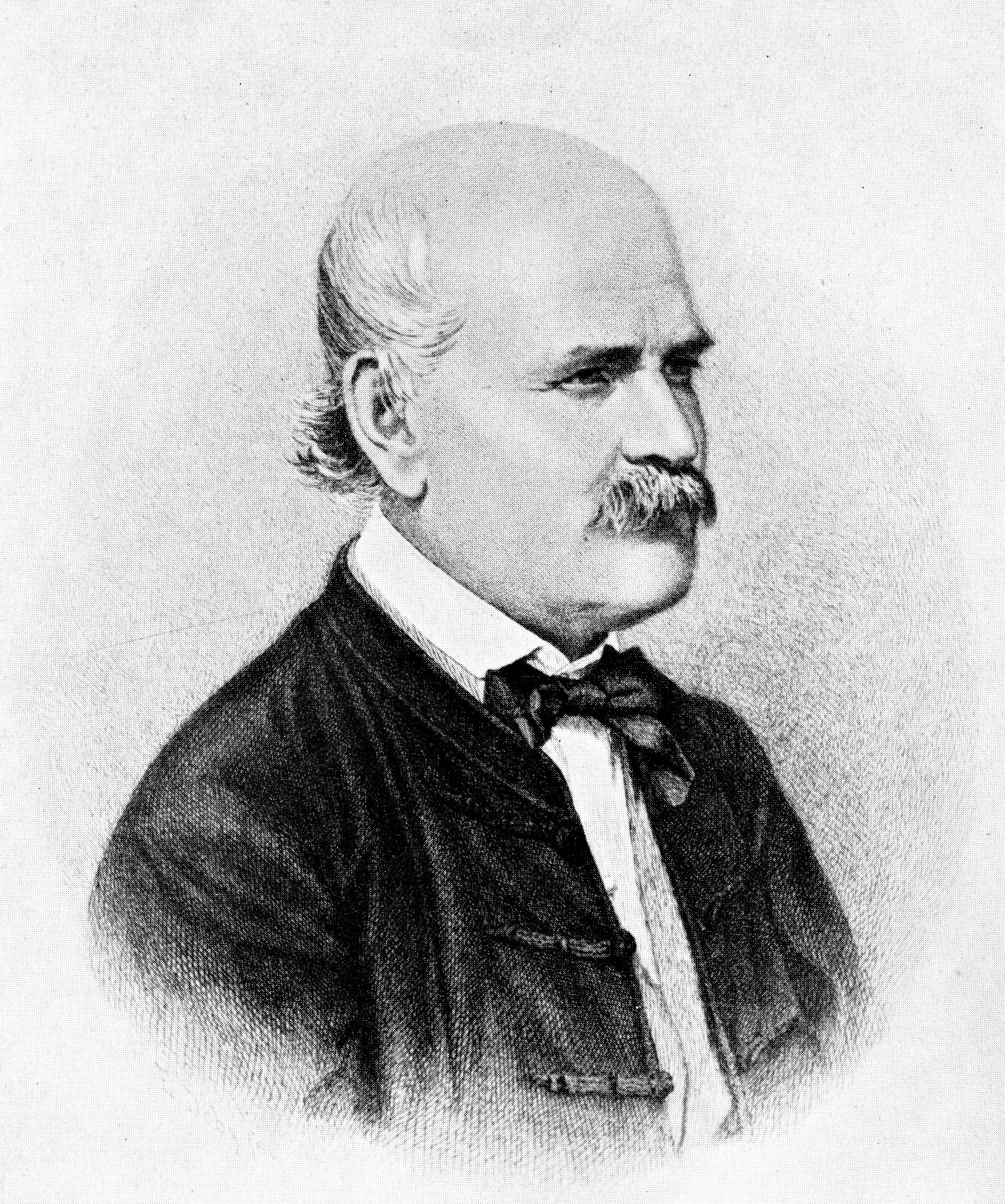
Portrait du docteur Semmelweis (1818-1865)

L'expérience médicale de Céline se ressent dans plusieurs domaines. Cette expérience commence en 1918, lors d'une mission de propagande pour la protection contre la tuberculose, maladie qu'il rencontrera principalement lors de sa carrière de médecin à Clichy. En 1919, il reprend ses études de médecine pour être officier de santé ; il termine en deux ans et demi des études censées en prendre quatre. Il effectuera son premier stage en gynécologie et obstétrique. Celui-ci occupera une place non négligeable dans le roman. Il fréquente ensuite, en 1923, l'institut Pasteur (« institut Bioduret » dans le roman) que Céline qualifie de « petites cuisines à microbes » ou encore de « boîte à ordures chaudes ». Il soutient finalement sa thèse en 1924 sur Ignace Philippe Semmelweis : La Vie et l'Œuvre de Philippe Ignace Semmelweis. Il rencontre ensuite le directeur de la section Hygiène de la Société des Nations, pour laquelle il effectuera des missions en Afrique en 1926, et à Détroit. Louis Ferdinand Destouches s'installe finalement à Clichy en 1927, où il pose sa plaque « Docteur Louis Destouches, médecine générale, maladies des enfants ». Il fait également de nombreuses communications et comptes-rendus pour la Société de médecine de Paris, tels que À propos du service sanitaire des usines Ford ou La Santé publique en France.

### Influence de Semmelweis
Ignace Philippe Semmelweis est un médecin hongrois, né en 1817. Jeune praticien, il travaillait dans une maternité dépendante de l'Hospice Général de Vienne, où deux hôpitaux se faisaient concurrence. Les accouchements étaient assurés par les internes (dont Semmelweis faisait partie) d'un côté, et par les sages-femmes, de l'autre.
Lorsqu'il commence à pratiquer, Semmelweis se rend compte que de nombreuses parturientes (pouvant atteindre 40 %) succombaient à la fièvre puerpérale lorsque les internes pratiquaient les accouchements. Il eut alors l'idée d'inverser les équipes des deux hôpitaux, afin de déterminer si une mortalité aussi élevée était fonction du lieu d'accouchement. Son intuition fut juste : les internes étaient « responsables » des fièvres puerpérales. En effet, ceux-ci allaient disséquer des cadavres (chose indispensable à l'époque pour comprendre l'anatomie) et avaient donc sur les mains ce que Semmelweis appellera « les particules de la Mort ». Il avait ainsi découvert le principe de la septicémie et la nécessité de l'asepsie.
Lorsque le taux de mortalité fut réduit grâce aux pratiques de Semmelweis, les médecins prétendirent qu'il s'agissait d'un effet du hasard, et allèrent jusqu'à refuser de payer les draps qui auraient pu permettre d'assainir les hôpitaux, et de se laver les mains après les autopsies et avant les accouchements.
Aussi Céline va-t-il consacrer sa thèse à Semmelweis car il s'identifie à lui pour trois raisons :
1. Semmelweis est un médecin touché par la compassion : il est bouleversé par la souffrance des malades ;
2. l'intuition de Semmelweis, comparable à celle d'un artiste ;
3. la solitude et l'exposition à l'imbécillité du monde, que Semmelweis a subies jusqu'à la mort.

Ces trois raisons majeures ont poussé Céline à travailler de la sorte. La formation qu'il s'est donnée, en écrivant une telle thèse, a suscité tous les passages du roman consacrés à la prévention et à l'hygiène.

### Influence de Freud
Céline semble retenir de Freud la notion d’inconscient, qu’il évoque parfois : « On s'ennuie, paraît-il, dans le conscient ».
Mais le texte qui a exercé une grande influence sur la pensée de Céline est un article de Freud au titre évocateur : « Au-delà du principe de plaisir », et qui porte sur les conséquences psychologiques et psychiatriques de la guerre. Or, Voyage au bout de la nuit commence par deux séquences relatives à la Première Guerre mondiale, au front puis à l'arrière. Dans cette étude, Freud s'est penché sur ce qu'il appellera « les névroses de guerre » : il analyse, en particulier, les rêves qui expliquent ces névroses. Ainsi, Freud a mis en évidence une idée centrale du roman : « La fin vers où tend toute vie est la Mort ». En réalité, ce qu'identifie Freud dans cet article sont « les instincts » ou « pulsions de mort ». Pour lui comme pour Céline, c'est la guerre qui a permis de découvrir cette notion paradoxale, puisque les hommes entretiennent une sorte de fascination née de la découverte de la guerre.

## Manuscrit
Alors qu'il avait disparu pendant près de soixante ans, le manuscrit du roman est réapparu en 2001 par l’entremise du libraire Pierre Berès. Mis aux enchères à Drouot, la Bibliothèque nationale de France, faisant jouer son droit de préemption, l’a acquis pour plus de 12 millions de francs. Conservé dans un coffre-fort de la Bibliothèque nationale, le manuscrit original n’a jamais été numérisé et seuls quelques privilégiés ont pu y avoir accès.
En 2014, les éditions des Saints Pères publient le manuscrit en fac-similé dans un luxueux coffret (premier tirage limité à 1 000 exemplaires, suivi d'un second tirage limité à 1 000 exemplaires).

## Illustrateurs
En 1942, le peintre Gen Paul, ami de Louis-Ferdinand Céline, illustre Voyage au bout de la nuit  et réalise le portrait de Bardamu, le héros du roman et double de Céline.
Claude Bogratchew, Clément Serveau, Éliane Bonabel, Henri Mahé, Raymond Moretti et Jacques Tardi ont également illustré Voyage au bout de la nuit.

## Au théâtre
Le Voyage a été adapté pour le théâtre :
- les spectacles de l'acteur Fabrice Luchini, seul en scène :
  - en 1986 au Théâtre Renaud-Barrault
  - en 1987 au Studio des Champs-Elysées
  - en 1988 au Théâtre Montparnasse
  - en 2000 avec L’Arrivée à New-York au Théâtre de la Gaîté-Montparnasse
  - en 2014 au Théâtre Antoine
  - en 2015 au Théâtre des Mathurins
- le spectacle de l'acteur Jean-François Balmer :
  - en 2012-2013 au Théâtre de l'Œuvre
- l'adaptation par Rodolphe Dana et Katja Hunsinger, interprétée par Rodolphe Dana à l'ECAM, théatre du Kremlin-Bicêtre début 2017.
- la mise en scène de Philippe Sireuil en 2016[28]
- la mise en scène et l'interprétation de Franck Desmedt au Théâtre Le Lucernaire en 2019.

## Au cinéma
En 1960, Céline avait envisagé une transposition du Voyage au cinéma, décrivant dans une interview ce qui aurait pu devenir le prologue et l'épilogue d'un film.
Sergio Leone a confié avoir toujours rêvé d'adapter ce livre au cinéma, de même qu'Abel Gance ou Michel Audiard, qui avait monté un projet avec Jean-Paul Belmondo (pressenti pour le rôle de Bardamu) et Jean-Luc Godard (à la réalisation),.
Le film La grande bellezza s'ouvre en citant le texte liminaire où Céline parle d'un voyage imaginaire :

« Voyager, c’est bien utile, ça fait travailler l’imagination. Tout le reste n’est que déception et fatigues. Notre voyage à nous est entièrement imaginaire. Voilà sa force. Il va de la vie à la mort. Hommes, bêtes, villes et choses, tout est imaginé. C’est un roman, rien qu’une histoire fictive. Littré le dit, qui ne se trompe jamais. Et puis d’abord tout le monde peut en faire autant. Il suffit de fermer les yeux. C’est de l’autre côté de la vie. »

Fin 2023, Joann Sfar a fait l'acquisition des droits d'adaptation auprès de Gallimard et commence le travail d'adaptation avec le scénariste Thomas Bidegain.